# Myiopharus carbonarius
Myiopharus carbonarius là một loài ruồi trong họ Tachinidae.